# Gericht Altengleichen

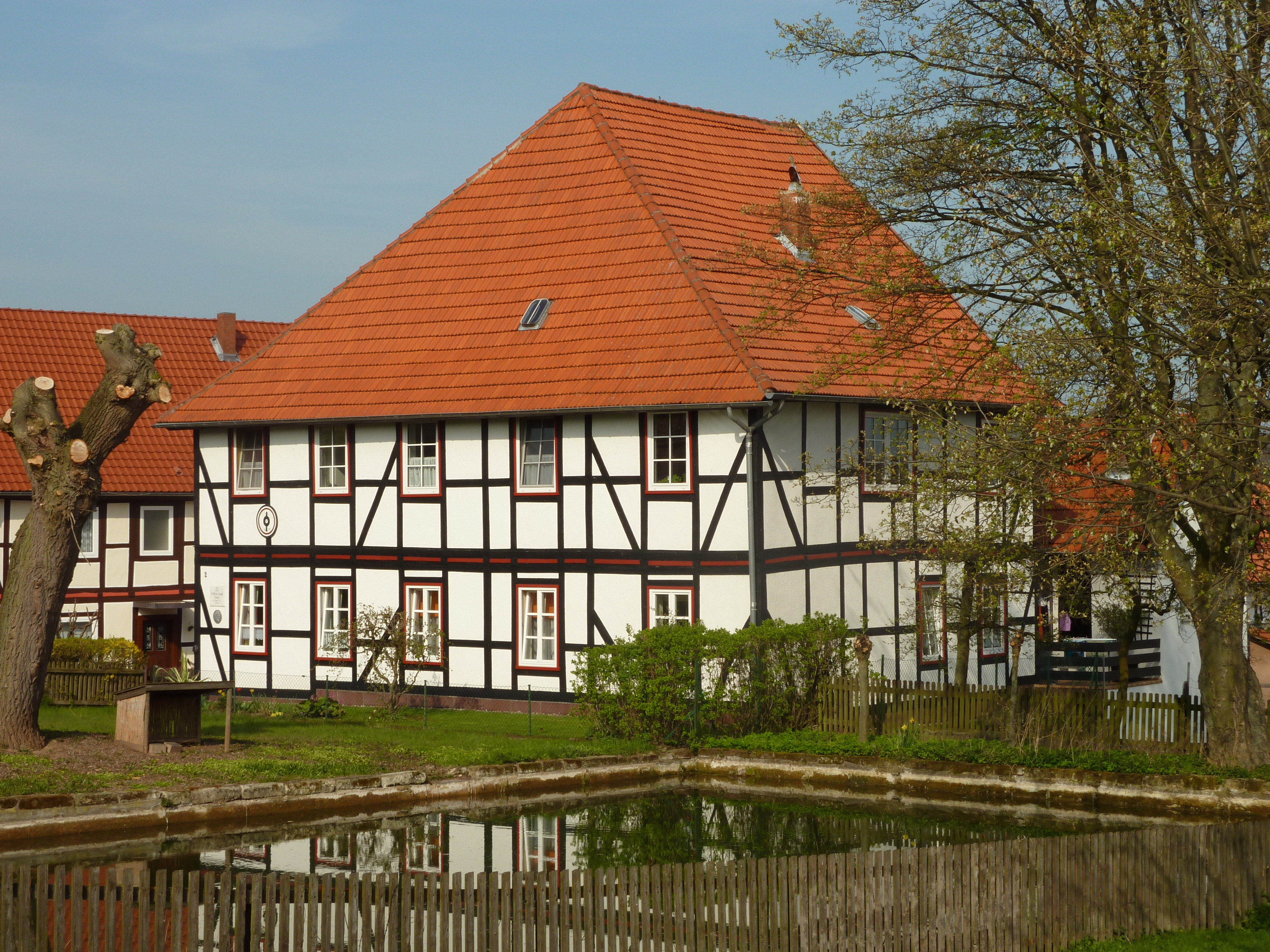
Altes Amtshaus in Gelliehausen, Sitz des Patrimonialgerichts Altengleichen. Hier dichtete im Jahre 1773 Bürger die Lenore.

Das Gericht Altengleichen war ein historischer Verwaltungs- und Gerichtsbezirk im Fürstentum Göttingen bzw. Königreich Hannover.

## Geschichte
Wie das benachbarte Amt Neuengleichen ist das Patrimonialgericht Altengleichen auf das Zubehör der um 1100 erbauten Burgen Gleichen zurückzuführen, die um 1270 von den Welfen an die Herren von Uslar verlehnt wurden. 1318 erscheinen erstmals die beiden Linien Alten- und Neuengleichen. Während Neuengleichen 1451 durch Kauf in hessischen Besitz überging, blieb Altengleichen bis ins 19. Jahrhundert unter welfischer Lehnshoheit in Verwaltung der von Uslar (seit 1825 Uslar-Gleichen).
Der Gerichtsbezirk umfasste die Burg Altengleichen, die adeligen Güter Sennickerode, das obere und untere Gut Appenrode, Vogelsang, Elbickerode, Wöllmarshausen mit dem Dorf, Gelliehausen mit Dorf sowie das Pfarrdorf Bremke. Als Mengedörfer unterstanden die Ortschaften Benniehausen, Bremke, Gelliehausen und Wöllmarshausen zu drei Vierteln dem Gericht Altengleichen und zu einem Viertel dem Amt Neuengleichen. Nach Anfall des Amts Neuengleichen an das Königreich Hannover (1816/17) wurden Bremke, Gelliehausen und Wöllmarshausen dem Gericht Altengleichen zugeteilt, Benniehausen dem Amt Neuengleichen. 1823 umfasste der Bezirk 155 Feuerstellen mit 1109 Einwohnern.
Das Patrimonialgericht Altengleichen wurde 1852 aufgehoben und dem Amt Reinhausen angeschlossen, wo 1852 das Amtsgericht Reinhausen gebildet wurde.

## Amtmänner
- bis 1736: Michael Samuel Kühtze[3]
- 1742–1767: Ernst Ferdinand List (auch Listn oder Liste)[4]
- 1772–1784: Gottfried August Bürger